# Hypoxylon fuhreri
Hypoxylon fuhreri är en svampart som beskrevs av G.J.D. Sm., K.D. Hyde & Whalley 1999. Hypoxylon fuhreri ingår i släktet Hypoxylon och familjen kolkärnsvampar.   Inga underarter finns listade i Catalogue of Life.